# Будинок-музей Нікола Думана
Будинок-музей Нікола Думана, також Музей народної архітектури, етнографії та сільського побуту — етнографічний музей, розташований у селі Цахкашат Аскеранського району Нагірно-Карабаської Республіки, на 22 км траси «Північ-Південь» (у північному напрямку).
Музей представляє з себе комплекс житлових будівель 19 століття, відреставрованих з використанням автентичних матеріалів. В основному це двоповерхові будинки з різьбленими дерев'яними балконами, що увібрали у себе найкращі традиції будівельної техніки свого часу. Дерев'яне мереживо балконів, колон і крокв, покритих майстерною різьбою, вражає відвідувачів своєю неповторністю.
На території етнографічного кварталу зі скрупульозною точністю відтворені умови життя і побуту карабахців 19 століття. Дуже реалістично відновлені інтер'єри, меблі, предмети побуту і господарства-справжні екземпляри, зібрані з навколишніх сіл.
На території етнографічного кварталу розташований будинок-музей одного з героїв національно-визвольного руху вірменського народу кінця 19 — початку 20 століть, Нікола Думана (Нікогайос Тер-Ованесян). Один із залів будинку-музею присвячений його життю і діяльності. Тут демонструються карти, схеми ілюструють визвольний рух вірмен, подвиги фідаїнів-захисників вітчизни. Окремий стенд присвячений вірмено-татарським зіткненням у Баку в 1905—1906 роках, коли завдяки видатному військовому таланту Нікола Думана жменьці погано озброєних вірменських добровольців вдалося захистити вірменське населення міста Баку від скажених натовпів азербайджанських фанатиків, які розграбували християнську частину нинішньої столиці Азербайджану.
У залі демонструються справжні зразки зброї та інші військові аксесуари 19 століття, що використовувалися вірменськими фідаїнами.
На території музею реконструйовані також господарські споруди відповідної епохи. Відвідувачі можуть не тільки побачити традиційний тонратун (хлібопекарню), але й скуштувати свіжоспечений на їх очах традиційний карабаський хліб — тонраац.
В етнографічному кварталі знайшлося приміщення також і для сувенірної лавки — тут можна придбати як високоякісні традиційні сувеніри, так і вироби сільських жителів, консервовані фрукти і овочі, місцеві спеції в оригінальній упаковці.
У традиційному Марані (винний погріб) гості можуть дегустувати місцеві сорти вина і тутової горілки, які вам запропонують з традиційною закускою — хліб, сир, соління, і, звичайно, знаменитим «женгалев хац».
У килимоткацькій майстерні відвідувачі побачать, як за старовинними технологіями сучасні майстрині тчуть чудові карабаський килими, а якщо є бажання, зможуть і придбати їх.
Дуже популярно серед туристів організація традиційних обідів та вечер у саду, під розлогими шовковицями.
На території етнографічного кварталу відомими колективами часто даються концерти традиційної і класичної музики.
За спеціальними заявками організовуються також костюмовані етнографічні шоу, реконструювання життя і побут карабаського села 19 століття.
Деякі з будівель пристосовані під комфортабельні туристські будиночки, в яких приймають гостей на нічліг.
Музей працює без вихідних і святкових днів. Відкритий з 10:00 до 19:00 щодня. Вхід на територію музею безкоштовний, однак прийнято залишати невеликі чайові для обслуговчого персоналу, а також робити пожертви на розвиток комплексу.